# Hermanas de la Caridad de San Vicente de Paúl de Innsbruck
La congregación de Hermanas de la Caridad de San Vicente de Paúl de Innsbruck (oficialmente en latín: Congregatio Sororum Caritatis Oenipontana) es una congregación religiosa católica femenina, de vida apostólica y de derecho pontificio, fundada en 1856 por la emperatriz consorte de Austria, Carolina Augusta de Baviera, en Innsbruck. A las religiosas de este instituto se les conoce como Hermanas de la Caridad de Innsbruck o simplemente como vicentinas de Innsbruck. Sus miembros posponen a sus nombres las siglas S.C.

## Historia

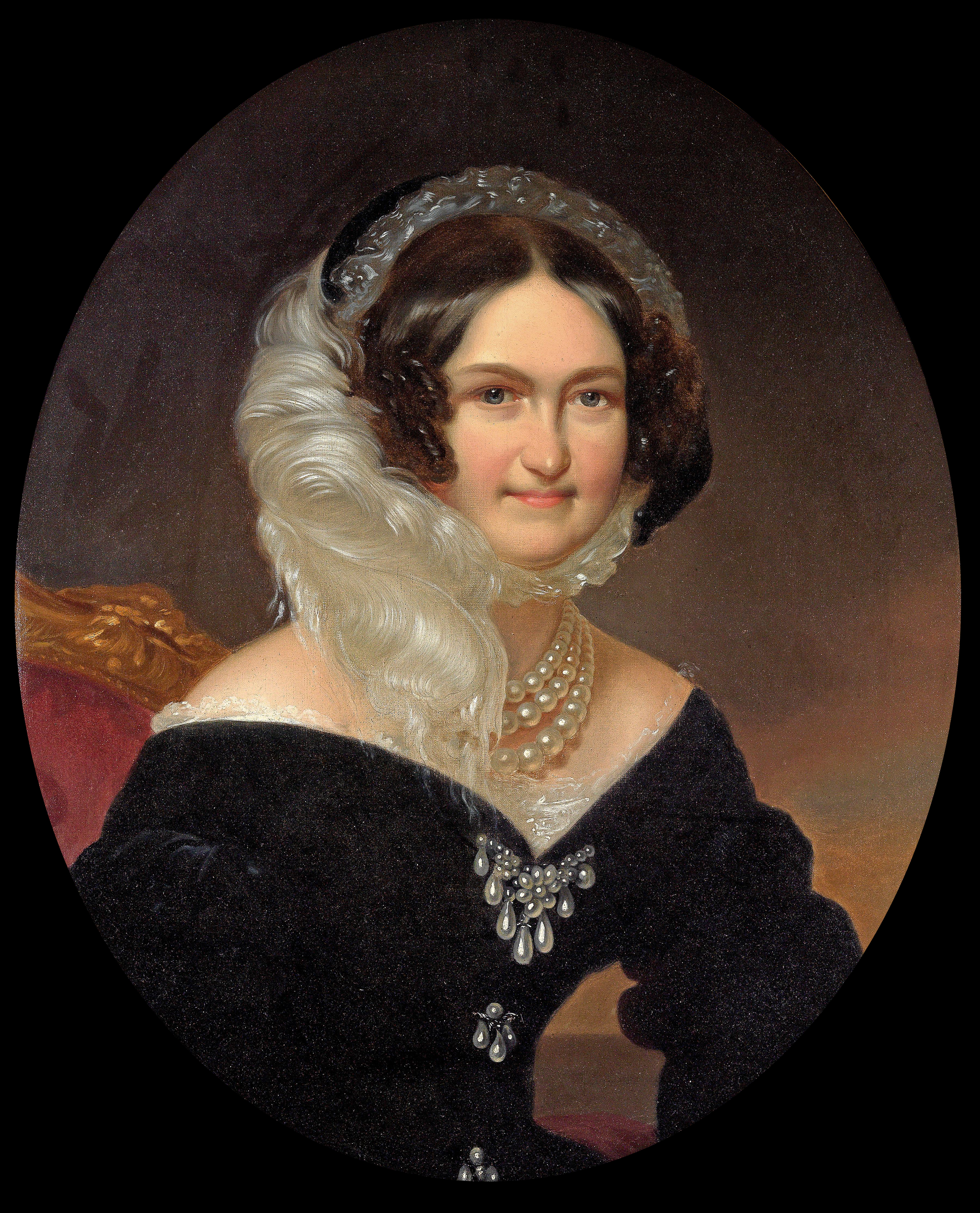
Carolina Augusta de Baviera (1792-1873), emperatriz consorte de Austria, es la fundadora del instituto.

La congregación fue fundada por la emperatriz consorte de Austria, Carolina Augusta de Baviera, luego de la muerte de Francisco I. Para tal empresa, recibió el apoyo del arzobispo de Viena, Vinzenz Eduard Milde. Las primeras religiosas recibieron su formación como miembros de las Hermanas de la Caridad de San Vicente de Paúl de Múnich (Alemania). En 1839 se inició oficialmente la nueva congregación con la fundación de la primera comunidad en Innsbruck (Austria), totalmente independiente de la casa de Estrasburgo.
El instituto de Innsbruck recibió la aprobación como congregación religiosa de derecho diocesano en 1839, de parte de Bernhard Galura, obispo de Bressanone. El papa Pío XII elevó el instituto a congregación religiosa de derecho pontificio, mediante decretum laudis del 24 de enero de 1949.
De esta congregación salieron las religiosas que fundaron a las Hermanas de la Caridad de Zagreb (Croacia), que en 1845 dieron origen a una congregación religiosa independiente.

## Organización
La Congregación de Hermanas de la Caridad de San Vicente de Paúl de Innsbruck es un instituto religioso de derecho pontificio y centralizado, cuyo gobierno es ejercido por una superiora general. Hace parte de la Federación de Hermanas Vicencianas de Estrasburgo y de la Familia vicenciana. La sede central se encuentra en Innsbruck (Austria).
Las vicentinas de Innsbruck se dedican a la educación e instrucción cristiana de la juventud, a la atención de los pobres y el cuidado de ancianos y enfermos. En 2017, el instituto contaba con 325 religiosas y 26 comunidades, presentes en Austria, Italia y Tanzania.